# Pórszombat
Pórszombat község Zala vármegyében, a Lenti járásban.

## Fekvése
A Göcsej nyugati oldalán, Zalaegerszegtől 30 kilométerre, Csesztregtől keletre fekvő település. Főutcája a Zalaegerszeget Lenti térségével összekapcsoló 7405-ös út; utóbbiból itt ágazik ki észak felé a 74 152-es út, ami Pusztaapáti községbe vezet és ott ér véget, bő 4,5 kilométer után.

## Földrajza
A Medes-patak dombokkal körülvett völgyében, erdőkkel körülvett területen fekszik, a településen átfolyik a Morgos patak, mely a falu végén a Medes-patakba ömlik. A falu és környéke természeti értékekben gazdag, főként a patak völgye és az erdők környéke.

## Nevének eredete
A település nevének előtagja Pór nevű birtokosára, más vélemények szerint lakói foglalkozására, társadalmi helyzetére utal, míg utótagja a szombatonként itt tartott vásárokra utal.

## Története
Pórszombat nevét először 1425-ben, Zsigmond király korában említette először egy határjárási leírás Porzombathya néven.
A település 1461-ben Szent György várához tartozott, majd a 17. század végén a területet Esterházy Pál szerezte meg, ez időtől az Esterházy hercegi birtokokhoz tartozott.
1875-ben állami iskola épült, a környéken az elsők között itt Pórszombaton, valamint Zalabaksán.
A falu lakosai kisbirtokosok voltak, kereseti lehetőségük a faluban élő Máyer Lipótnál, valamint Mohaupt Oswald uraságnál volt, utóbbi itt 1876-ban téglagyárat, 1898-ban deszkagyárat alapított. A téglagyár az 1990-es évekig működött.
Az első világháború véget vetett a falu gazdasági fejlődésének. Később az 1924. évi földreform több családot földhöz, házhelyhez juttatott, ekkor épült be a mai Petőfi utca is.
2002. évben a Szentegyházi tetőn - a török időkben elpusztult Medes falu templomának helyén - 20 méteres tölgyfából faragott kereszt került felállításra az elpusztult Medes és templomának, valamint annak a 66 településnek az emlékére, melyeket az 1600-as években Kanizsa eleste után rombolt le a török.
Pórszombat község a rendszerváltás óta Kálócfa, Kerkabarabás, Kozmadombja, Pusztaapáti, Szilvágy, Zalabaksa községekkel alkot körjegyzőséget, Zalabaksa székhellyel.

## Közélete

### Polgármesterei
- 1990–1994: Kőrösi Gyula (független)[3]
- 1994–1998: Kőrösi Gyula (független)[4]
- 1998–2002: Csondor József (független)[5]
- 2002–2006: Kőrösi Gyula (független)[6]
- 2006–2010: Kőrösi Gyula (független)[7]
- 2010–2014: Tánczos László (független)[8]
- 2014–2019: Tánczos László (független)[9]
- 2019–2024: Tánczos László (független)[10]
- 2024– : Tánczos László (független)[1]

## Népesség
A település népességének változása:
| Lakosok száma | 290  | 289  | 287  | 247  | 251  | 252  | 240  |
|               | 2013 | 2014 | 2015 | 2021 | 2022 | 2023 | 2024 |

A 2011-es népszámlálás idején a nemzetiségi megoszlás a következő volt: magyar 98,6%, német 1%. A lakosok 85,5%-a római katolikusnak, 1% reformátusnak, 1,64% felekezeten kívülinek vallotta magát (11,5% nem nyilatkozott).
2022-ben a lakosság 84,5%-a vallotta magát magyarnak, 1,2% németnek, 1,2% egyéb, nem hazai nemzetiségűnek (15,1% nem nyilatkozott; a kettős identitások miatt a végösszeg nagyobb lehet 100%-nál). Vallásuk szerint 59% volt római katolikus, 0,8% református, 0,4% egyéb keresztény, 1,2% egyéb katolikus, 2% felekezeten kívüli (36,7% nem válaszolt).

## Nevezetességei
- Templom
- Állított kereszt a Medesen

## Külső hivatkozások
- Pórszombat az utazom.com honlapján